# Traffic Message Channel

Das Logo des TMC-Dienstes

Über Traffic Message Channel (TMC) werden Informationen über Verkehrsbeeinträchtigungen im nichthörbaren Bereich des UKW-Signals in digitaler Form gesendet. Navigationssysteme können Staumeldungen über TMC empfangen und damit Routen zur Umfahrung von Verkehrsstaus und Behinderungen (dynamische Zielführung) erstellen.
Zur Nutzung von TMC ist ein TMC-fähiger Radio-Empfänger notwendig. Typischerweise befinden sich solche in Fahrzeug-Navigationssystemen. Es gibt auch Autoradios, die TMC-Daten über eine Schnittstelle (TMC-out) auskoppeln, ohne sie selbst zu dekodieren. Die Weiterverarbeitung dieser Daten kann dann in einem angeschlossenen (z. B. tragbaren) Navigationssystem erfolgen.
In der Regel sind TMC-Dienste kostenlos zu empfangen (freeTMC). In einigen Ländern gibt es aber auch zusätzlich kostenpflichtige TMC-Dienste (payTMC), die eine bessere Qualität der Verkehrsmeldungen versprechen. PayTMC wird entweder verschlüsselt ausgestrahlt oder verwendet eine eigene „Location Table“ („LT“, s. u.).
TMC kann systembedingt nur grob eingrenzen, wo sich ein Stau befindet, da nur auf die Anschlussstellen von Autobahnen und Bundesstraßen referenziert werden kann. Wo der Stau zwischen den Anschlussstellen liegt, kann nicht angegeben werden, die Länge hingegen schon.

## Funktionsprinzip

TMC-Information des Navigationssystems im Alfa Romeo 147

Jede Verkehrsbeeinträchtigung wird als separate TMC-Meldung gesendet. Eine TMC-Meldung besteht aus einem Ereigniscode sowie einem Positionscode, evtl. einer zusätzlichen zeitlichen Beschränkung (Verfallszeit). Nach Wegfall einer Störung wird diese Störungsmeldung durch eine weitere TMC-Meldung aufgehoben. Falls diese nicht empfangen wird (z. B. weil der Empfänger sich mittlerweile aus dem Empfangsbereich des Senders entfernt hat), wird die Störungsmeldung alternativ bei Erreichen der Verfallszeit durch den Empfänger gelöscht.
RDS-TMC-Meldungen werden mit etwa 60 bit/s übertragen, was etwa 10 Meldungen pro Minute entspricht.
Die Meldung ist nach dem Alert-C-Standard (ISO 14819) codiert. Dieser beinhaltet eine Liste mit ungefähr 1460 Ereignissen. Mit Hilfe dieser Liste kann die Meldung in eine für den Benutzer verständliche Form umgesetzt werden.

### Positionscodes
Die Zuordnung eines Positionscodes (Location Code) zu einem geographischen Ort erfolgt über Listen (Location Table, LT). Diese unterstehen keiner internationalen Verwaltung. Jedes Land vergibt die Positionscodes für einzelne Straßenabschnitte selbst. In manchen Ländern existieren sogar mehrere solcher Listen von verschiedenen Anbietern parallel. Wegen der maximalen Datenlänge können nur 64.000 Positionen codiert werden, was TMC relativ ungenau macht. Deshalb ist es in Deutschland nicht möglich, alle Straßenabschnitte oder Kreuzungen zu kodieren.

## TMC-Forum
Das TMC-Forum war eine nicht-kommerzielle Organisation, deren Mitgliederschaft sich aus Dienstleistern, Endgeräte-, Automobil- und Kartenherstellern, öffentlichen Institutionen, Rundfunkbetreibern und anderen Organisationen zusammensetzte. Das TMC-Forum verstand sich zum einen als Diskussionsplattform zum Thema Verkehrsinformation allgemein, zum anderen pflegte es die TMC-Norm (ISO 14819). Am 11. November 2007 ist das TMC-Forum zusammen mit dem TPEG-Forum in der Traveller Information Services Association, kurz TISA, aufgegangen. Die Aufgaben des TMC-Forums werden von TISA fortgeführt. Während TMC ein Protokoll beschreibt, befasst sich die Transport Protocol Experts Group (TPEG) mit der Spezifikation von Protokollfamilien. Die TISA zertifiziert die durch die Länder eingereichten Location Tables (LT) nach Prüfung anhand eindeutig definierter Prüfregeln.

## Sicherheit
Das TMC-Protokoll enthält keine eigenen Verschlüsselungsverfahren, da die Auswirkungen eines Angriffes als eher unbedeutsam eingestuft wurden. Die von Heise-Security beschriebene Manipulation bedingt einen mobilen Sender, der in einem kleinen Umkreis (bis zu 1 km) manipulierte TMC-Meldungen ausstrahlen kann. Das Betreiben einer solchen Sendeanlage ist in den meisten Ländern rechtswidrig, und der technische und finanzielle Aufwand ist hoch.

## Länder mit TMC-Diensten
Im Folgenden eine Übersicht der TMC-Aktivitäten verschiedener Länder.

### Belgien
Ein freier TMC-Dienst, TIC-VL, ist im Bereich Flandern verfügbar. Angeboten vom Verkeerscentrum Antwerpen und durch VRT auf Radio 2 gesendet.
Im südlichen Teil von Belgien wird ein freier TMC-Dienst getestet, Wallonia. Ausgestrahlt durch RTBF auf Classic 21. Der Dienst ist ein Service von Centre PEREX of the Ministère de l’Équipement et des Transports (MET) in Zusammenarbeit mit TMC4U.
Seit 2009 gibt es auch einen landesweiten CA-TMC-Provider (Be-Mobile).
Tritel erstellt die LT auf Anweisung regionaler Kommunen. Seit Mitte 2007 werden die TMC-Meldungen nach der LT-Version 2.1a ausgestrahlt, die N-Straßen sind in der LT enthalten. Eine LT-Version 2.2 ist bereits zertifiziert.

### China
Zwei TMC Dienste gibt es seit 2008 in Peking. Empfangbar mindestens innerhalb der 5. Ringstraße.
CenNavi sendet mit PI-Code C000 (Frequenz=91.5, PS-Name="106.1")
AutoNavi sendet mit PI-Code C001 (Frequenz=90.0, PS-Name="BJ90.0")
Audi hat am 12. September seine Gen 3 Navigationssysteme für die AutoNavi Dienste freigegeben.
Beide Anbieter planen China abzudecken zuerst aber die Küstenmetropole. Ziel ist bis 2010 Shanghai anbieten zu können.
In Guangzhou gibt es seit 2008 eine Verkehrsinformation, die auf den GPS-Bewegungsdaten von 17.000 Taxis beruht. Das System – von Siemens aufgebaut und betrieben – erreicht den Verkehrsteilnehmer über SMS und andere Wege via China Mobile. Weitere Städte und Regionen sind in Vorbereitung.

### Dänemark
Ein freier TMC-Dienst, DK-TMC, wird in Dänemark durch das Vejdirektoratet oder DRD (Danish Road Directorate) betrieben. Ausgestrahlt auf den Sendern P3 und P4 von Danmarks Radio.
Es ist ebenfalls für die LT zuständig. Seit Frühjahr 2007 wird mit der Version 8.0 der LT gesendet, die abwärtskompatibel zu Vorgängerversion ist.

### Deutschland
In Deutschland sind freie TMC-Dienste und seit Januar 2005 der kommerzielle Dienst Navteq Traffic (ehemals TMCpro FM) verfügbar. Der freie TMC-Dienst kann über mehrere Radiostationen der ARD-Senderkette und die UKW-Sender des Deutschlandradio (Deutschlandfunk) empfangen werden. Navteq Traffic nutzt viele Sender der Privat- und Lokalradios.
Die Bundesanstalt für Straßenwesen (BASt) veröffentlicht die LT (=Location Table, auch „Location Code List“ oder LCL genannt), die von den einzelnen Länderbehörden und -organisationen zusammengestellt wird. Die LCL wird in Deutschland jährlich aktualisiert. Seit dem 9. April 2013 ist die LCL 12.0 die gültige Version der Location Code List (LCL) und 4.01 die gültige Version der Event Code List (ECL). Gegenüber der Vorgängerversion wurden 2.508 Änderungen vorgenommen, 656 Locations hinzugefügt und 126 gelöscht, sodass nun 46.395 Locations enthalten sind. Die Vorgängerversion 11.0 war vom 17. April 2012 bis 7. April 2013 gültig.
Die Location Code List setzt sich aus Gebietslokationen (Area Codes; z. B. Städte), linearen Lokationen (Linear Codes; z. B. Straßen) und Punktlokationen (Point Locations; z. B. Parkplätze, Anschlussstellen) zusammen. Während auf Autobahnen und vielen Bundesstraßen alle relevanten Punkte in der LCL abgebildet sind, gibt es im nachgeordneten Straßennetz noch große Lücken zwischen den erfassten Punkten. Eine flächendeckende Erfassung aller Knotenpunkte auch auf weniger bedeutenden Straßen ist aufgrund technischer Einschränkungen nicht möglich.
Bei Versionswechseln stellen alle Rundfunkanstalten, Meldestellen und andere Organisationen möglichst zeitgleich auf die neue LCL und ECL um. Im Prinzip müssten gleichzeitig auch alle Empfänger aktualisiert werden. In der Praxis zieht sich dies jedoch oft über Monate hin. Der Informationsinhalt kann in noch nicht umgestellten Empfängern dadurch (leicht) verfälscht werden.

Landesrundfunkanstalten der ARD in Deutschland

#### Deutsche TMC-Sender
- öffentlich-rechtliche Sender mit TMC-Signal:
  - Bayerischer Rundfunk
    - Bayern 1
    - Bayern 2
    - Bayern 3
    - BR-Klassik
    - BR 24

  - Deutschlandfunk
  - Deutschlandradio
  - Hessischer Rundfunk
    - hr1
    - hr2
    - hr3
    - hr4

  - Mitteldeutscher Rundfunk
    - MDR Jump
    - MDR 1 Radio Sachsen
    - MDR Sachsen-Anhalt
    - MDR Thüringen
    - Sorbischer Rundfunk

  - Norddeutscher Rundfunk
    - NDR 1 Niedersachsen
    - NDR 1 Radio MV
    - NDR 1 Welle Nord
    - NDR 90,3
    - NDR 2
    - NDR Info
    - N-Joy

  - Radio Bremen
    - Bremen Eins
    - Bremen Vier
    - Nordwestradio

  - Rundfunk Berlin-Brandenburg
    - 88acht
    - Antenne Brandenburg
    - Fritz
    - Inforadio
    - Radioeins

  - Saarländischer Rundfunk
    - SR 1 Europawelle
    - SR 3 Saarlandwelle

  - Südwestrundfunk
    - SWR1 Baden-Württemberg
    - SWR1 Rheinland-Pfalz
    - SWR2
    - SWR3
    - Dasding
    - SWR4 Baden-Württemberg
    - SWR4 Rheinland-Pfalz

  - Westdeutscher Rundfunk
    - Eins Live
    - WDR 2
    - WDR 3
    - WDR 4
    - WDR 5
    - Funkhaus Europa
- Privatsender
  - 105’5 Spreeradio (Berlin)
  - 104.6 RTL (Berlin)
  - Alsterradio (Hamburg)
  - Antenne Bayern
  - Antenne Thüringen
  - Antenne Niedersachsen
  - Antenne 1 (Baden-Württemberg)
  - BB RADIO (Berlin-Brandenburg)
  - Hitradio FFH (Hessen)
  - Planet Radio (Hessen)
  - RPR1 (Rheinland-Pfalz)
  - Radio NRW (Nordrhein-Westfalen, über 45 Lokalradios)
  - R.SH (Schleswig-Holstein und Hamburg)

#### Deutsche Navteq-Traffic-Sender
Die Sender des Dienstes Navteq Traffic (ehemals TMCpro FM) sind im gleichnamigen Artikel zu finden.

### Finnland
Ein freier TMC-Dienst war bis 2007 hauptsächlich im Süden Finnlands verfügbar. Der Service wurde, wie auch die LT, vom FINNRA, der Finnish National Road Administration verwaltet. Seit 2007 gibt es nur noch einen kommerziellen Dienst, VTRAFFIC. Dieser wird auf YLE Suomi ausgestrahlt und ist verschlüsselt. Die LT stammt weiterhin von der FINNRA; die aktuelle Version ist 2.6 (Juli 2018).

### Frankreich
In Frankreich werden zwei kostenpflichtige TMC-Dienste betrieben. Ein freier Dienst der Mautstraßenbetreiber, welcher landesweit entlang der Autobahnen auf der Frequenz 107,7 MHz empfangen werden konnte, wurde 2012 eingestellt.
Der kommerzielle Dienst V-Trafic wird von Mediamobile betrieben. Es ist eine Partnerschaft zwischen TDF, Renault, Trafficmaster und Cofiroute. Der Dienst, der den vorherigen Visionaute Service ersetzt, wird auf den Frequenzen von France Inter ausgestrahlt und kann national empfangen werden. Er enthält Informationen von den Autobahnen mit einer Häufung im Bereich Paris. Zunächst war dieser Dienst ebenfalls kostenlos, er wurde aber später in einen kommerziellen Dienst umgewandelt. Der Dienst ist nicht verschlüsselt, verwendet aber eine eigene LT, um so den Benutzerkreis einzuschränken. Dieses Verfahren wird Übergangsverschüsselungssystem genannt. Der kommerzielle Dienst hat ungefähr 60.000 Kunden.
Weiter existiert ein PayTMC-Dienst von ViaMichelin. Er wird nahezu flächendeckend über die Sender NRJ und NOSTALGIE ausgestrahlt. Auch dieser Dienst ist unverschlüsselt, nutzt aber eine eigene LT.
Die LT wird von der SETRA veröffentlicht und hat 21450 Orte. Die derzeitige Version ist die 6.1 und deckt das Straßennetz sowohl in den Ballungsgebieten als auch auf den Fernstraßen ab. Die Version 8.0 wurde bereits im Frühjahr 2008 von TISA zertifiziert.

### Großbritannien
Die private Firma ITIS Holding sendet einen kommerziellen TMC-Dienst, den iTMC, in Großbritannien. Er wird ausgestrahlt über den Sender FM. Die Gebühr für den Service kann im Preis des Fahrzeuges oder des Navigationssystems enthalten sein.
Neben diesem Dienst existiert ein weiterer, der RAC Live, betrieben vom RAC Trafficmaster Telematics (RTT), ein 50-50 Joint Venture zwischen RAC Motoring Services und Trafficmaster. Dieser benutzt 3 private Radiostationen, GWR, Capital radio und Chrysalis. Damit ist eine landesweite Versorgung gewährleistet.
Beide Dienste nutzen ihre eigene LT, die nicht zueinander kompatibel sind. ITIS sendet derzeit in der Version 5.1. Trafficmaster nutzt derzeit die Version 3.1.

### Italien
In Italien ist ebenfalls ein TMC-Dienst verfügbar. Das CCISS stellt die Daten zur Verfügung. Ausgestrahlt wird das TMC-Signal über das RAI-Sendernetzwerk auf Sender Radio 1. Der TMC-Dienst deckt hauptsächlich Hauptstraßen im Norden des Landes ab, besonders die West-Ost-Autostrada.
Die LT verwaltet Mizar Mediaservice derzeit in der Version 1.1. Eine neuere Version 2.1 ist bereits zertifiziert.
Ein nicht-freier TMC-Dienst von infoblu wird über die Senderkette RTL 102.5 ausgestrahlt, er erreicht 80 % Flächendeckung.

### Niederlande
Der Serviceprovider TMC4U liefert die Daten in den Niederlanden. Zurzeit ist der Dienst frei, aber ein Dienst mit lokalen Meldungen ist in Planung. TMC4U ist eine Zusammenarbeit zwischen Siemens und ANWB. Die Ausstrahlung erfolgt über die Sender Sky Radio, Radio Veronica, Radio 1 und 3FM. Radio 2 strahlt auch TMC-Meldungen aus.
Ein zweiter TMC-Dienst, Betreiber Vialis, benutzt die Sender Q-Music, BNR Nieuwsradio und Radio 538.
Die LT liegen im Verantwortungsbereich der AVV Transport Research Centre und werden erstellt von TIC Nederland. Die aktuelle Version ist die 6.1.

### Norwegen
Ein TMC-Dienst ist auch in Norwegen verfügbar. Derzeit ist er im Bereich Østfold, Akershus und Oslo verfügbar. Es wird derzeit an einer Ausweitung des Dienstes gearbeitet, um größere Teile des Landes zu erschließen. Statens vegvesen, die Norwegian Public Roads Administration (NPRA) veröffentlicht die LT. Die derzeitige Version ist die 2.0. „Destia“ senden diese Daten verschlüsselt durch den norwegischen Radiosender P4. NRK hat ein unverschlüsseltes Angebot, das durch ihren Radiokanal NRK P1 gesendet wird.

### Österreich
In Österreich sendet der ORF den freien TMC-Dienst durch die Sender Ö1, Ö3, FM4 und die regionalen Landesstudios, unterstützt durch das Bundesministerium für Verkehr, Innovation und Technologie (BMVIT). Verantwortlich für die LT in Österreich ist die Autobahnen- und Schnellstraßen-Finanzierungs-Aktiengesellschaft (ASFINAG). Derzeit wird die Version 3.7 benutzt.
Der ORF und die ASFINAG Maut Service GmbH starteten am 24. Juni 2009 einen neuen, verbesserten TMC Dienst (TMC PLUS) für Österreich.

### Polen
In Polen startete der kommerzielle TMC-Dienst am 1. Mai 2010 auf dem privaten Radiosender RMF FM. Der Dienst wurde nach einer zweijährigen Testphase von Destia Traffic bereitgestellt und war zunächst nur für Garmin- und Navigon-Nutzer verfügbar, TomTom-Geräte sollten aber bald folgen. Ein weiterer kommerzieller Dienst wird auf Radio ZET ausgestrahlt.

### Schweden
In Schweden ist ein freier TMC-Dienst verfügbar. Die Behörde Trafikverket (Swedish Transport Administration) ist verantwortlich für den freien Service sowie für die LT. Die Version 2.0 wird zurzeit benutzt. Die Version 3.0 wurde im Dezember 2007 vom TMC Forum zertifiziert.
Die Ausstrahlung ist aufgeteilt in acht Rundfunkzonen. In den Bereichen werden nur die Meldungen ausgestrahlt, die geografisch in diesen Bereich fallen. Die Meldungen beinhalten Informationen über Unfälle, Straßenarbeiten sowie Wettermeldungen auf Europastraßen, Autobahnen sowie Schnellstraßen.
Zur Ausstrahlung wird das Radioprogramm Sveriges Radio P3 genutzt, das 98 % der Bevölkerung Schwedens erreicht.

### Schweiz
In der Schweiz wurden die Verkehrsinformationen von der Verkehrsinformationszentrale Viasuisse bereitgestellt. Das TMC-Signal wurde in der gesamten Schweiz von der Schweizerischen Radio- und Fernsehgesellschaft (SRG) über die Sender der ersten und dritten UKW-Senderkette ausgestrahlt. Für die LT ist das Bundesamt für Strassen verantwortlich. Seit Juni 2024 war die Version 7.3 in Benutzung, die LT wird jedes Jahr aktualisiert.
Mit der Abschaltung der UKW-Frequenzen der SRG-Radios wurde folglich auch das TMC-Signal am 31. Dezember 2024 eingestellt.

### Spanien
In Spanien wird der TMC-Dienst von folgenden Organisationen betrieben:
- SCT in Katalonien
- DT im Baskenland
- DGT (Traffic General Directorate) im Rest des Landes

Der Dienst beinhaltet die Autobahnen und nationale Straßen sowie „Straßen erster Ordnung“, die zu den autonomen Bereichen Spaniens gehören. Die LT erstellt die DGT, Dirección General de Tráfico, derzeit in der Version 2.1.

### Tschechien
Bis 2004 existierte kein regulärer TMC-Dienst in Tschechien. Ein Testbetrieb, koordiniert durch die CEDA, wurde 2003 ausgestrahlt. Die Aufnahme des regulären Betriebs war für Mitte 2005 geplant. Der TMC-Dienst sollte zunächst die Prager Innenstadt und einige Hauptstraßen um Prag herum enthalten. ATT (Transport Telematics Association) organisiert ITS-Aktivitäten, der geplante Serviceprovider des freien lokalen Dienstes ist TSK (Communication Technical Administration).
Über die beiden staatlichen Sender CR1 und CR3 wird ein freier TMC Dienst gesendet, der die Autobahnen abdeckt (Stand 1/2009).
Die CEDA ist verantwortlich für die LT, 2004 aktuelle Version war 2.41.

### USA
In den USA ist der Satellitenradiobetreiber Sirius bereits seit einigen Jahren mit der Ausstrahlung des TMC-Dienstes im gesamten Land beschäftigt. Ebenso ist Clear Channel bereits seit einiger Zeit im Markt.
Clear Channel und Navteq senden inzwischen nahezu flächendeckend über FM. Dabei wird in den USA eine Variante des RDS-Standards benutzt: RBDS (Radio Broadcast Data System).
Clear Channel wird z. B. von BMW genutzt, Navteq konnte Daimler und Chrysler als Erstausrüster gewinnen. Navteq sendet die TMC-Daten auch über XM und SIRIUS, dafür hat Clear Channel mehr terrestrische Sender.

### Weitere Länder

#### TMC in Planung
Für Portugal ist ein TMC-System in Planung.
Luxemburg hat erstmals eine TMC-Tabelle zur Zertifizierung bei TISA eingereicht.
Israel hat eine erste TMC-Tabelle entwickelt.

#### Kein TMC-Dienst in Planung
- Irland (2008 gab es jedoch Tests in Dublin)

#### TMC in Testphase
- In Dubai wurde eine erste LT veröffentlicht. TMC war bereits 2008 empfangbar.
- Ungarn führte im Rahmen des CONNECT-Projektes TMC ein. Seit 1. August 2008 ist TMC in Ungarn als Pay-TMC Dienst empfangbar.
- In Singapur wird TMC derzeit getestet. Eine LT ist vom TMC-Forum bereits zertifiziert. Die Einführung eines kommerziellen Dienstes ist für 2008 geplant.
- In Australien wird TMC derzeit untersucht. Testsendungen sind zeitweise in Melbourne zu empfangen.

## Geschichte
Seit Mitte der 1970er Jahre gab es auf europäischer Ebene, insbesondere durch die Europäische Rundfunkunion, Bemühungen, den vielerorts erst kurz zuvor eingeführten Verkehrsfunk zu verbessern und grenzübergreifend nutzbar zu machen. Ergebnis dieser Bemühungen war das Radio Data System, das 1989 in weiten Teilen Europas für die reguläre Nutzung zur Verfügung stand. Eine tatsächliche Internationalisierung der Verkehrsdurchsagen wurde aber erst durch den Zusatzdienst TMC möglich. Dieser Standard war um 1990 herum einsatztauglich. Die Europäische Union versuchte ihn von 1991 an durchzusetzen, was jedoch nur schleppend gelang. In der Bundesrepublik Deutschland war der Dienst von 1997 an verfügbar. Insbesondere weil entsprechende Autoradios anfangs sehr teuer waren, spielte der Dienst in der Praxis kaum eine Rolle. Dies änderte sich erst ab etwa dem Jahr 2005 mit der zunehmenden Verbreitung von Navigationsgeräten in Autos führte zu einer stärkeren Nutzung des dort integrierten TMC.